# Cocytia veitschi
Cocytia veitschi là một loài bướm đêm trong họ Erebidae.